# Chính quyền liên bang Hoa Kỳ
Chính quyền liên bang Hoa Kỳ (tiếng Anh: Federal Government of the United States) là chính quyền quốc gia của Hoa Kỳ, một nước cộng hoà liên bang gồm 50 tiểu bang, cùng đặc khu thủ đô Washington, D.C., 326 Biệt khu thổ dân châu Mỹ và các lãnh thổ hải ngoại. Hệ thống Luật pháp Hoa Kỳ được thiết lập bởi các Đạo luật của Quốc hội (đặc biệt là Luật Hoa Kỳ và Luật Pháp chế Quân đội); những quy định hành chính, và những tiền lệ tư pháp giải thích các bộ luật và các quy định. Chính quyền liên bang có ba nhánh độc lập: lập pháp, hành pháp, và tư pháp, được thiết lập theo Hiến pháp Hoa Kỳ. Dựa trên nguyên tắc tam quyền phân lập, mỗi nhánh có thẩm quyền để hành xử các sự vụ trong lĩnh vực riêng, với một số thẩm quyền ảnh hưởng trên hai nhánh còn lại, và ngược lại, có một số thẩm quyền bị ảnh hưởng bởi một hoặc cả hai nhánh kia.

## Tên gọi

Hệ thống chính trị của Chính quyền liên bang Hoa Kỳ

Tên đầy đủ của Hoa Kỳ là "Hợp chúng quốc Hoa Kỳ". Không có tên nào khác xuất hiện trong Hiến pháp, và đây là tên xuất hiện trên tiền, trong các hiệp ước và trong các trường hợp pháp lý (như khởi kiện,...) mà nó là một bên (ví dụ: Charles T. Schenck kiện Hoa Kỳ). Thuật ngữ "Chính phủ Hợp chúng quốc Hoa Kỳ" hoặc "Chính phủ Hoa Kỳ" thường được sử dụng trong các tài liệu chính thức đại diện cho chính quyền liên bang, khác với các chính quyền tiểu bang nói chung. Trong ngôn ngữ thông thường, thuật ngữ "Chính quyền liên bang" thường được sử dụng, và thuật ngữ "Chính quyền quốc gia" đôi khi cũng được sử dụng. Các thuật ngữ "Liên bang" và "Quốc gia" trong tên các cơ quan chính phủ hoặc chương trình nghị sự chỉ ra mối liên kết của nó với chính quyền liên bang (ví dụ: Cục Điều tra Liên bang, Cơ quan Quản lý Khí tượng và Thủy văn Quốc gia, Cục Công viên Quốc gia). Vì trụ sở của chính quyền liên bang là ở Washington, DC, "Washington" thường được hoán dụ cho nó.

## Lịch sử
Chính phủ Hoa Kỳ dựa trên các nguyên tắc của chủ nghĩa liên bang và chủ nghĩa cộng hòa, trong đó quyền lực được chia sẻ giữa chính quyền liên bang và các chính quyền tiểu bang. Việc giải thích và thực hiện các nguyên tắc này, bao gồm quyền hạn mà chính phủ liên bang nên có và cách thực hiện các quyền đó, đã được tranh luận kể từ khi Hiến pháp được thông qua. Một số người đề nghị tăng quyền lực liên bang trong khi những người khác đề nghị hạn chế vai trò của chính quyền liên bang với các cá nhân, tiểu bang hoặc các thực thể được công nhận khác.
Kể từ Nội chiến Hoa Kỳ, quyền lực của chính quyền liên bang nói chung đã mở rộng rất nhiều, mặc dù đã có những giai đoạn nhánh lập pháp thống trị nền chính trị Hoa Kỳ (ví dụ, những thập kỷ sau Nội chiến) hoặc khi có những người đề xuất quyền của tiểu bang đã thành công trong việc hạn chế quyền lực liên bang qua các hành động lập pháp, sắc lệnh hành pháp hoặc bằng cách giải thích hiến pháp của tòa án. 
Một trong những trụ cột lý thuyết của Hiến pháp Hoa Kỳ là ý tưởng về "sự kiểm tra và cân bằng " giữa quyền hạn và trách nhiệm của ba nhánh chính phủ Hoa Kỳ: hành pháp, lập pháp và tư pháp. Ví dụ, trong khi nhánh lập pháp ( Quốc hội ) có quyền tạo ra luật, nhánh hành pháp dưới quyền tổng thống có thể phủ quyết bất kỳ luật nào — một đạo luật mà Quốc hội đã có thể bỏ qua. Tổng thống đề cử các thẩm phán vào Tòa án Tối cao , nhưng những đề cử đó phải được Quốc hội phê chuẩn. Tòa án Tối cao, có thể vô hiệu các đạo luật vi hiến đã được Quốc hội thông qua...

Con dấu của Quốc hội Hoa Kỳ

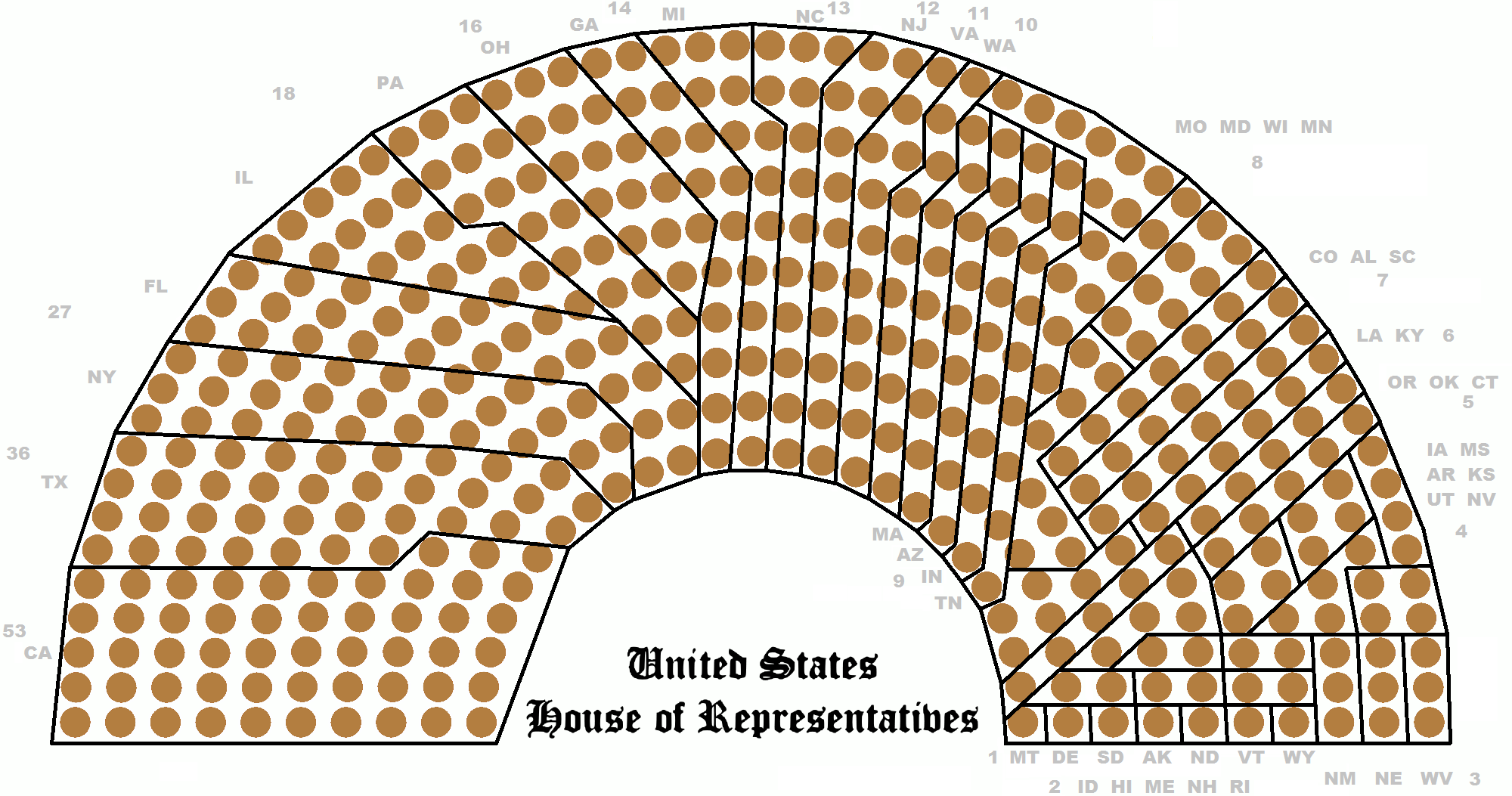
Số ghế phân bổ cho mỗi tiểu bang ở Hạ viện Hoa Kỳ

## Lập pháp
Quốc hội Hoa Kỳ là nhánh lập pháp của Chính quyền liên bang Hoa Kỳ. Theo chế độ lưỡng viện, Quốc hội gồm có Hạ viện (còn gọi là Viện dân biểu), và Thượng viện (còn gọi là Viện Bang biểu).
Hạ viện có 435 thành viên bỏ phiếu, số thành viên mỗi bang phụ thuộc vào dân số của bang đó. Mỗi bang có tối thiểu 1 hạ nghị sĩ. Mỗi hạ nghị sĩ có nhiệm kỳ 2 năm. Một người muốn trở thành hạ nghị sĩ thì phải từ 25 tuổi trở lên, phải là công dân Hoa Kỳ ít nhất 7 năm, và phải là cư dân tại bang mà người đó đại diện. Không có giới hạn số nhiệm kì cho mỗi hạ nghị sĩ. Ngoài 435 thành viên bỏ phiếu còn có 6 thành viên không bỏ phiếu, bao gồm 5 đại biểu (delegate) từ Washington, D.C, Guam, Quần đảo Virgin, Samoa thuộc Mỹ, Quần đảo Bắc Mariana, và 1 ủy viên cư dân (resident commissioner) từ Puerto Rico.
Thượng viện có tổng cộng 100 thượng nghị sĩ, mỗi bang có 2 thượng nghị sĩ. Mỗi thượng nghị sĩ phục vụ trong nhiệm kỳ 6 năm. Cứ mỗi 2 năm thì Thượng viện được bầu lại. Một người muốn được bầu làm thượng nghị sĩ thì phải ít nhất 30 tuổi, phải là công dân Hoa Kỳ ít nhất 9 năm, phải là cư dân tại bang mà họ đại diện trong thời gian bầu cử.
Mỗi viện đều có quyền lực riêng biệt. Thượng viện có nhiệm vụ cố vấn và phê chuẩn các bổ nhiệm của tổng thống, trong khi Hạ viện có trách nhiệm đệ trình các dự luật từ dân biểu và nâng cao thu nhập quốc gia. Tuy nhiên, cần có sự đồng thuận của cả hai viện để có thể thông qua các dự luật rồi trở thành đạo luật. Quyền lực của quốc hội được quy định trong những điều khoản của Hiến pháp; tất cả quyền còn lại dành cho các tiểu bang và nhân dân. Trong hiến pháp có "điều khoản cần thiết và thích đáng" cho phép quốc hội "làm tất cả luật cần thiết và thích đáng để bảo đảm sự vận hành của quyền lực hiện hành."
Thành viên Hạ viện và Thượng viện được tuyển chọn theo thể thức một hạt bầu cử chọn một người là người có số phiếu cao nhất (first-past-the-post voting), ngoại trừ hai tiểu bang Louisiana và Washington theo thể thức bầu cử hai vòng (runoffs) – vòng đầu chọn hai người có số phiếu cao nhất để vào tiếp vòng sau.
Hiến pháp không có quy định nào về việc thiết lập các Ủy ban của quốc hội, nhưng theo đà tăng trưởng của đất nước, do nhu cầu thẩm định các dự luật mà các Ủy ban lần lượt ra đời. Quốc hội khoá 108 (2003-2005) có 19 uỷ ban thường trực ở Hạ viện và 17 uỷ ban ở Thượng viện, chưa kể bốn uỷ ban lưỡng viện có nhiệm vụ giám sát Thư viện Quốc hội, ấn loát, thuế và kinh tế. Mỗi viện còn có quyền bổ nhiệm, hoặc tuyển chọn các uỷ ban nghiên cứu các vấn đề đặc biệt. Vì khối lượng công việc gia tăng, các uỷ ban thường trực sản sinh thêm 150 tiểu ban trực thuộc.
Quốc hội có trách nhiệm giám sát và tác động đến các mặt điều hành của nhánh hành pháp. Quy trình giám sát của quốc hội nhắm vào các mục tiêu như ngăn chặn sự lãng phí, các hành vi dối trá, bảo vệ các quyền tự do dân sự cũng như các quyền cá nhân, bảo đảm việc tuân thủ pháp luật của nhánh hành pháp, thu thập thông tin để làm luật và giáo dục quần chúng, cũng như thẩm định những thành quả của hành pháp. Quyền giám sát này được thực thi đối với các bộ của chính phủ, các cơ quan hành pháp, các uỷ ban pháp chế, và chức vụ tổng thống. Chức năng giám sát của Quốc hội được thể hiện trong nhiều hình thức:
- Ủy ban thẩm tra và điều trần;
- Xem xét các tường trình của tổng thống và cho ý kiến;

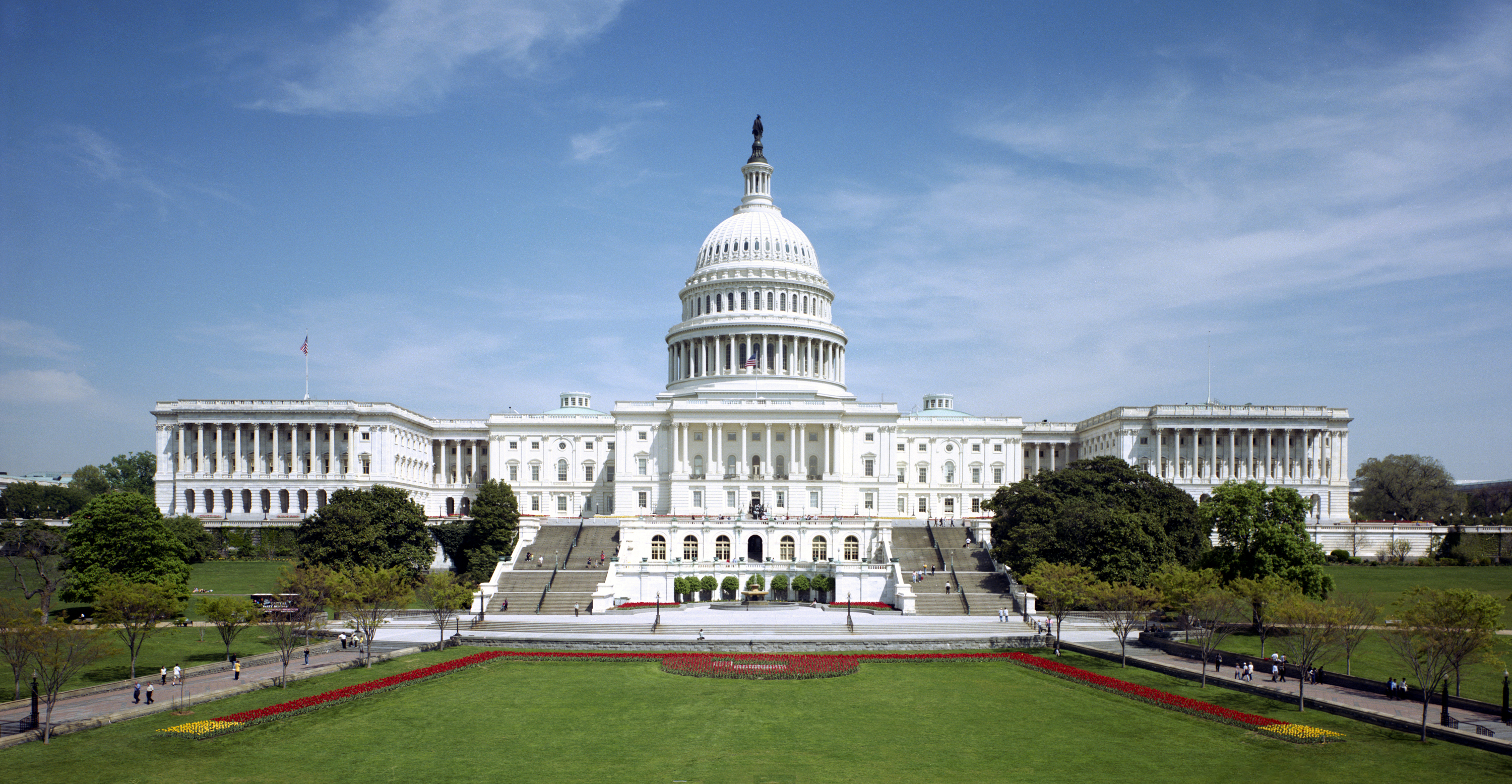
Điện Capitol - Nơi đặt trụ sở của Quốc hội Hoa Kỳ

- Điện Capitol - Nơi đặt trụ sở của Quốc hội Hoa KỳHạ viện tiến hành luận tội và đưa ra Thượng viện xét xử;
- Hạ viện và Thượng viện tiến hành các thủ tục cần thiết chiếu theo Tu chính án thứ 25 trong trường hợp tổng thống không thể thi hành nhiệm vụ, hoặc khi chức vụ phó tổng thống bị khuyết;
- Tổ chức những buổi họp không chính thức giữa các nhà lập pháp và các viên chức hành pháp;
- Thông qua các uỷ ban quốc hội và các cơ quan hỗ trợ như Văn phòng Ngân sách Quốc hội, Văn phòng Giải trình Chính phủ tiến hành các cuộc nghiên cứu.

### Chức trách của Nghị sĩ Quốc hội
Mỗi nghị sĩ quốc hội phải đảm nhiệm năm chức trách: nhà lập pháp, thành viên uỷ ban, đại diện hạt bầu cử, người phục vụ cử tri, và chính trị gia.

### Quyền lực của Quốc hội
Hiến pháp quy định nhiều quyền khác nhau cho Quốc hội: quyền đánh thuế và thu thuế để trả nợ, cung ứng phương tiện quốc phòng và phúc lợi chung cho nước Mỹ; vay mượn tiền; lập ra các quy định thương mại với các nước khác và giữa các tiểu bang; thiết lập những quy định thống nhất về nhập tịch; phát hành tiền và quy định mệnh giá; trừng phạt các hình thức lừa đảo; thiết lập bưu điện và công lộ, cổ xuý sự tiến bộ khoa học, thiết lập các toà án trực thuộc Tối cao Pháp viện, định nghĩa và trừng phạt tội vi phạm bản quyền và các trọng tội, tuyên chiến, tổ chức và hỗ trợ quân đội, cung ứng và duy trì hải quân, làm luật lãnh thổ và lực lượng hải quân, cung ứng lực lượng dân quân, trang bị vũ khí và duy trì kỷ luật các lực lượng dân quân, thi hành hệ thống luật đặc biệt ở Washington, D. C., và ban hành những luật lệ cần thiết để thực thi quyền lực của Quốc hội.

## Hành pháp

Con dấu của Tổng thống Hoa Kỳ

Con dấu của Phó Tổng thống Hoa Kỳ

Nhánh Hành pháp gồm có Tổng thống Hoa Kỳ và các viên chức được tổng thống ủy nhiệm để cấu thành Nội các Hoa Kỳ (chính phủ của Tổng thống Hoa Kỳ). Tổng thống là nguyên thủ quốc gia, người đứng đầu chính phủ và là tổng tư lệnh quân lực, cũng là nhà ngoại giao trưởng. Theo Hiến pháp, tổng thống có trách nhiệm đôn đốc việc tuân thủ luật pháp. Để thực thi chức trách này, tổng thống điều hành ngành hành pháp của Chính phủ liên bang, một guồng máy khổng lồ với khoảng 4 triệu nhân viên, kể cả 1 triệu binh sĩ đang phục vụ trong quân đội. Tổng thống còn có quyền lực đáng kể trong các lĩnh vực tư pháp và lập pháp. Bên trong nhánh hành pháp, tổng thống được Hiến pháp dành cho nhiều quyền lực để điều hành công việc quốc gia cũng như bộ máy chính quyền liên bang, cũng có quyền ban hành sắc lệnh về các sự vụ quốc nội.
Tổng thống có quyền phủ quyết các đạo luật đã được Quốc hội thông qua. Tổng thống có thể bị luận tội bởi đa số dân biểu ở Hạ viện và bị phế truất chức vụ bởi đa số hai phần ba tại Thượng viện vì những cáo buộc như "phản quốc, hối lộ hoặc những trọng tội và hành vi bất chính khác". Tổng thống không thể giải tán quốc hội hoặc tổ chức các cuộc bầu cử đặc biệt, nhưng có quyền ân xá những người bị buộc tội theo luật liên bang, ban hành sắc lệnh hành pháp và bổ nhiệm (với sự chuẩn thuận của Thượng viện) thẩm phán Tối cao Pháp viện và thẩm phán liên bang.
Phó Tổng thống là viên chức hành pháp đứng hàng thứ nhì trong chính quyền, là nhân vật đầu tiên theo thứ tự kế nhiệm tổng thống. Theo đó, Phó Tổng thống sẽ đảm nhiệm chức vụ tổng thống trong trường hợp tổng thống qua đời, hoặc từ nhiệm, hoặc bị bãi nhiệm, hoặc khả năng điều hành bị cản trở. Cho đến nay đã có chín trường hợp phó tổng thống thay thế tổng thống theo thể thức kế nhiệm. Chức trách hiến định của phó tổng thống là phục vụ trong cương vị Chủ tịch Thượng viện và có quyền biểu quyết nhằm phá thế bế tắc khi mà số phiếu của các thượng nghị sĩ rơi vào vị trí cân bằng, nhưng theo dòng thời gian phó tổng thống dần trở thành cố vấn chính cho tổng thống.
Tất cả quyền lực hành pháp trong Chính quyền liên bang đều được ủy nhiệm cho tổng thống, như vậy các viên chức chính phủ phải chịu trách nhiệm trước tổng thống. Tổng thống và phó tổng thống được tuyển chọn theo thể thức liên danh bởi Hệ thống Đại Cử tri Đoàn đại diện cho các tiểu bang và Đặc khu Columbia, có số thành viên ngang bằng số ghế ở Thượng viện và Hạ viện cộng thêm các đại biểu của Washington, D. C.. Hiện nay, số thành viên của cử tri đoàn là 538 theo công thức 100 + 435 + 3. Như vậy, muốn chiếm được ghế tổng thống, một liên danh phải giành được 270 phiếu của cử tri đoàn.
Mối quan hệ giữa Tổng thống và Quốc hội Hoa Kỳ phản ảnh mối quan hệ giữa Vương quyền và Quốc hội Vương quốc Anh vào thời điểm hình thành Hiến pháp Hoa Kỳ. Quốc hội có quyền làm luật để hạn chế quyền hành pháp của tổng thống, ngay cả đối với quyền tư lệnh các lực lượng vũ trang của tổng thống mặc dù trường hợp này là hiếm hoi - một thí dụ là những giới hạn quốc hội đã áp đặt trên Tổng thống Richard Nixon khi ông ra lệnh oanh tạc Campuchia trong thời kỳ Chiến tranh Việt Nam. Dù tổng thống có quyền đệ trình các dự luật (như ngân sách liên bang), thường thì tổng thống phải dựa vào sự hỗ trợ của các nghị sĩ để vận động cho các dự luật. Sau khi các dự luật được thông qua ở hai viện Quốc hội, cần có chữ ký của tổng thống để trở thành luật, đó là lúc tổng thống có thể sử dụng quyền phủ quyết – dù không thường xuyên - để bác bỏ chúng. Quốc hội có thể vượt qua phủ quyết của tổng thống nếu có được đa số hai phần ba ở cả hai viện. Quyền lực tối hậu của quốc hội đối với tổng thống là quyền luận tội và bãi nhiệm tổng thống qua quy trình biểu quyết ở Hạ viện và xét xử ở Thượng viện (với đa số hai phần ba). Đã có sự phân hoá chính trị nghiêm trọng khi quy trình này được áp dụng cho các tổng thống Andrew Johnson, Richard Nixon, Bill Clinton và Donald Trump.
Tổng thống bổ nhiệm khoảng 2.000 chức danh hành pháp, trong đó có các thành viên Nội các và các đại sứ (cần có sự phê chuẩn của Thượng viện); tổng thống có quyền ban hành sắc lệnh và lệnh ân xá và thi hành các chức trách hiến định khác như đọc Diễn văn Liên bang trước Quốc hội (theo thông lệ mỗi năm một lần). Hiến pháp không buộc tổng thống phải đích thân đọc diễn văn, nhưng có thể gởi thông điệp cho quốc hội, theo cách các tổng thống Hoa Kỳ thường làm trong thế kỷ 19. Dù vai trò hiến định của tổng thống có thể bị hạn chế, trong thực tế, với những đặc quyền to lớn, chức danh này thường chiếm ưu thế đối với quyền lực quốc hội; có thể nói Tổng thống Hoa Kỳ là nhân vật nhiều quyền lực nhất thế giới. Phó Tổng thống là nhân vật đứng đầu trong thứ tự kế nhiệm tổng thống và đương nhiên là Chủ tịch Thượng viện. Các thành viên Nội các chịu trách nhiệm điều hành những bộ ngành khác nhau của chính phủ như Bộ Quốc phòng, Bộ Tư pháp và Bộ Ngoại giao.

### Nội các, Bộ ngành và các Cơ quan
Chức trách điều hành thực thi luật pháp liên bang được đặt vào tay các bộ ngành hành pháp liên bang, được thiết lập bởi Quốc hội nhằm giải quyết các sự vụ quốc nội và quốc tế. Các bộ trưởng của 15 bộ khác nhau, được chọn bởi tổng thống và được phê chuẩn bởi Thượng viện, cấu thành một hội đồng cố vấn cho tổng thống gọi là "Nội các". Ngoài ra, còn có một số tổ chức được xếp vào nhóm Văn phòng Hành pháp của Tổng thống gồm có ban nhân viên Toà Bạch Ốc, Văn phòng Đại diện Thương mại Hoa Kỳ, Văn phòng Chính sách Kiểm soát Ma tuý Quốc gia và Văn phòng Chính sách Khoa học Kỹ thuật. Cũng có các cơ quan độc lập khác như Cơ quan Tình báo Quốc gia, Cơ quan Quản lý Dược và Thực phẩm, và Cơ quan Bảo vệ Môi trường. Ngoài ra, còn có các tập đoàn quốc doanh như Amtrak.

## Tư pháp

Con dấu của Toà án Tối cao Hoa Kỳ

Thiết chế đứng đầu nhánh tư pháp là Tối cao Pháp viện Hoa Kỳ, gồm có chín thẩm phán. Toà tối cao xét xử các sự vụ liên quan đến Chính phủ liên bang và những vụ tranh tụng giữa các tiểu bang, có quyền giải thích Hiến pháp và tuyên bố các hoạt động lập pháp và hành pháp ở mọi cấp chính quyền là vi hiến, cũng như có quyền vô hiệu hoá các luật lệ và tạo tiền lệ cho luật pháp và các phán quyết sau này. Dưới Toà án Tối cao là các Toà Kháng án, dưới nữa là toà án cấp quận, đây là cấp toà án thực hiện nhiều vụ xét xử nhất theo luật liên bang.
Tách khỏi, nhưng không hoàn toàn độc lập, với hệ thống toà án liên bang là các hệ thống toà án riêng lẻ thuộc tiểu bang, có thẩm quyền xét xử các vụ án theo luật tiểu bang với trình tự riêng của mình. Tối cao pháp viện của mỗi tiểu bang là thẩm quyền tối hậu giải thích hiến pháp và luật tiểu bang. Có thể kháng án lên toà liên bang sau khi chịu xét xử bởi toà tiểu bang nếu vụ án có liên quan đến các vấn đề liên bang.
Nhánh lập pháp liên bang gồm có Tối cao Pháp viện Hoa Kỳ, thẩm phán phục vụ ở toà này được bổ nhiệm trọn đời bởi Tổng thống và được phê chuẩn bởi Thượng viện, cùng với các toà án trực thuộc, trong đó có Toà Kháng án Liên bang và Toà án Liên bang cấp quận.
Theo cách này, Quốc hội khoá đầu tiên đã phân chia quốc gia thành nhiều quận tư pháp và thiết lập các toà án liên bang cấp quận. Từ đó hình thành cấu trúc hiện nay với Toà tối cao, 13 toà kháng án, 94 toà án quận và 2 toà án đặc biệt. Cho đến nay quốc hội vẫn giữ cho mình quyền thiết lập và huỷ bỏ các toà án liên bang, cũng như quyền quyết định số lượng thẩm phán trong hệ thống tư pháp liên bang. Dù vậy, Quốc hội không có quyền hủy bỏ Tối cao Pháp viện.
Hiện có ba cấp toà án liên bang với quyền xét xử các vụ án hình sự và dân sự giữa các cá nhân. Những toà khác như toà phá sản hoặc toà thuế vụ, là những toà án được thiết lập để giải quyết những vụ án thuộc một vài lãnh vực đặc biệt. Toà phá sản trực thuộc toà án quận nhưng không được xếp vào toà "Điều III" vì thẩm phán toà này không được bổ nhiệm trọn đời. Tương tự, toà án thuế vụ cũng không thuộc hệ thống toà án "Điều III".
Toà án liên bang cấp quận là nơi các vụ án được đem ra xét xử và phán quyết. Toà kháng án là nơi xử lại các vụ án đã được quyết định ở toà án quận, một số vụ kháng án này là do các cơ quan hành chánh. Tối cao Pháp viện Hoa Kỳ xem xét các vụ kháng án từ toà kháng án và từ toà tối cao tiểu bang (liên quan đến các vấn đề hiến pháp), cũng như tổ chức xét xử một số vụ việc khác.
Quyền tài phán liên bang có hiệu lực trên các vụ án dưới thẩm quyền Hiến pháp, các đạo luật của Quốc hội, hiệp ước của quốc gia, những vụ án liên quan đến các đại sứ, bộ trưởng và lãnh sự của nước ngoài tại Hoa Kỳ; những tranh tụng trong đó Chính phủ Hoa Kỳ là một bên; những tranh tụng giữa các tiểu bang (hoặc công dân tiểu bang) và nước ngoài (hoặc công dân nước ngoài); và những vụ án phá sản. Tu chính án thứ mười một dời bỏ khỏi quyền tài phán liên bang những vụ án, trong đó công dân của một tiểu bang là nguyên đơn và chính quyền của một tiểu bang khác là bị đơn. Cũng không thuộc quyền tài phán liên bang là những vụ án trong đó chính quyền một tiểu bang là nguyên đơn và công dân một tiểu bang khác là bị cáo.
Hiến pháp bảo đảm tính độc lập của nhánh tư pháp bằng cách quy định các thẩm phán liên bang được duy trì chức vụ "miễn là đạo đức tốt". Điều này có nghĩa là các thẩm phán phục vụ cho đến khi qua đời, về hưu hoặc từ nhiệm. Thẩm phán phạm tội khi đương chức sẽ bị luận tội theo thể thức áp dụng cho tổng thống hoặc các viên chức Chính phủ liên bang. Thẩm phán liên bang được bổ nhiệm bởi tổng thống và được phê chuẩn bởi Thượng viện. Một điều khoản khác của Hiến pháp ngăn cấm Quốc hội cắt giảm lương thẩm phán - Quốc hội có thể làm luật để ấn định mức lương thấp hơn cho các thẩm phán tương lai nhưng không thể cắt giảm lương các thẩm phán đương nhiệm.

## Bầu cử

Quốc huy Hoa Kỳ

Theo thời gian, thể thức bầu cử đã thay đổi đáng kể. Trong thời kỳ lập quốc, bầu cử là một vấn đề thuộc thẩm quyền tiểu bang, và chỉ hạn chế cho nam giới da trắng là chủ sở hữu đất. Các cuộc bầu cử trực tiếp được tổ chức để bầu thành viên của Viện Dân biểu (Hạ viện) và viện lập pháp các tiểu bang, mặc dù thể thức của chúng là khác nhau tại mỗi tiểu bang, trong khi hai thượng nghị sĩ đại diện cho mỗi tiểu bang tại thượng viện được chọn bởi đa số phiếu của viện lập pháp tiểu bang. Sau khi Tu chính án thứ mười bảy được phê chuẩn năm 1913, thành viên của cả hai viện Quốc hội mới được bầu trực tiếp.
Ngày nay, một phần là do Tu chính án thứ hai mươi sáu, công dân Hoa Kỳ từ 18 tuổi trở lên không phân biệt giới tính, chủng tộc hoặc tài sản có quyền bầu phiếu phổ thông, và lưỡng viện quốc hội cũng được bầu trực tiếp.
Quyền đại diện tại Quốc hội của các lãnh thổ và quận liên bang Washington, D. C. bị giới hạn: cư dân Đặc khu Columbia được đặt dưới thẩm quyền luật liên bang và hệ thống thuế liên bang nhưng đại diện của họ tại quốc hội chỉ có quyền đại biểu không bỏ phiếu.

## Chính quyền tiểu bang, bộ tộc và địa phương
Chính quyền tiểu bang là định chế có ảnh hưởng lớn nhất trên đời sống thường nhật của người dân Mỹ. Mỗi tiểu bang đều có hiến pháp, chính quyền và luật lệ riêng. Đôi khi có những khác biệt lớn trong luật và thủ tục hành chính giữa các tiểu bang liên quan đến những vấn đề như quyền sở hữu, tội phạm, y tế và giáo dục. Chức danh dân cử đứng đầu tiểu bang là Thống đốc. Mỗi tiểu bang đều có một viện lập pháp (theo thể chế lưỡng viện ngoại trừ tiểu bang Nebraska chỉ có một viện), và hệ thống tòa án riêng. Tại một số tiểu bang, thẩm phán tòa tối cao và các tòa dưới được bầu chọn bởi người dân, trong khi ở những bang khác, các thẩm phán được bổ nhiệm theo thể thức áp dụng cho liên bang.
Sau phán quyết của Tối cao Pháp viện về vụ án Worcester chống Georgia, các bộ tộc người da đỏ được xem là "các dân tộc độc lập bên trong một quốc gia" được hưởng quyền tự trị dưới thẩm quyền liên bang, nhưng không hoàn toàn thoát khỏi ảnh hưởng của tiểu bang. Hàng trăm luật lệ, sắc lệnh hành pháp và vụ án đã làm thay đổi vị trí của các bộ tộc đối với chính quyền tiểu bang, nhưng vẫn giữ hai bên tách biệt nhau. Khả năng điều hành chính quyền của các bộ tộc là khác nhau, từ một hội đồng gọn nhẹ quản lý tất cả sự vụ của bộ tộc cho đến một bộ máy hành chính cồng kềnh và phức tạp với các ban ngành khác nhau. Các bộ tộc có quyền tự thành lập chính quyền với thẩm quyền đặt vào tay các hội đồng bộ tộc, chủ tịch hội đồng được dân bầu, hoặc những thủ lĩnh tôn giáo. Quyền công dân (và quyền bầu cử) thường được giới hạn chặt chẽ trong vòng những người có nguồn gốc da đỏ.
Những thiết chế chịu trách nhiệm điều hành chính quyền địa phương như thị trấn, thành phố hoặc quận, được quyền ban hành luật trong một số lĩnh vực như giao thông, giấy phép bán rượu và chăn giữ súc vật. Chức vụ dân cử cao cấp nhất của thị trấn hoặc thành phố thường là thị trưởng. Ở vùng Tân Anh, các thị trấn được điều hành theo thể thức dân chủ trực tiếp trong khi ở một vài tiểu bang như Đảo Rhode và Connecticut, chính quyền cấp quận không có hoặc có rất ít quyền lực, chỉ hiện hữu như một sự phân định địa giới. Tại các tiểu bang khác, chính quyền quận được ban cho nhiều thẩm quyền hơn như quyền thu thuế và duy trì các cơ quan thi hành pháp luật.